# Burgruine Hollenberg
Die Burgruine Hollenberg war eine spätmittelalterliche Amtsburg, die vermutlich Kaiser Karl IV. errichten ließ. Sie liegt auf einer Bergkuppe über dem Weiler Hollenberg in der Gemeinde Pegnitz im oberfränkischen Landkreis Bayreuth in Bayern, Deutschland. Von der Burg haben sich nur einige Gebäudereste und Bodenspuren erhalten, die Oberburg dient heute als Aussichtspunkt.

## Geographische Lage
Die Ruine der ehemaligen Höhenburg liegt im östlichen Bereich der Fränkischen Schweiz, einem Teil des Mittelgebirges Frankenjura, auf der Kuppe des Hollenberger Schlossberges in 540,7 m ü. NN Höhe. Die Stelle der abgegangenen Burg liegt etwa 4.150 Meter westlich der evangelischen Pfarrkirche Sankt Bartholomäus in Pegnitz circa 100 Meter über dem Tal.
In der Nähe befinden sich noch weitere ehemalige mittelalterliche Burgen, in nordöstlicher Richtung der Burgstall Wartberg auf dem Warenberg über Kosbrunn, bei Pegnitz der Burgstall Böheimstein auf dem Schlossberg und ein Burgstall bei Nemschenreuth. Westlich liegt über der Stadt Pottenstein die imposante Burg Pottenstein. Rund einen Kilometer südwestlich der Ruine Hollenberg, inmitten des Hollenberger Waldes, befindet sich die Pirkenreuther Kapelle, die mittelalterliche Kirchenruine des abgegangenen Ortes Pirkenreuth.

## Geschichte der Burg
Als Erbauer der Burg Hollenberg gilt der böhmische Kaiser Karl IV. Er hatte 1357 die freieigene Stadt Pegnitz von den Landgrafen von Leuchtenberg gekauft. Auch das Gebiet um Hollenberg wurde von ihm erworben.
1363 wurde erstmals ein böhmischer Pfleger auf der Burg erwähnt, sie könnte also zwischen 1357 und 1363 erbaut worden sein. Ob eine Vorgängeranlage bestand, ist unklar, aber nicht auszuschließen. Im Salbuch von 1366–68 wurde die Burg erstmals schriftlich als „daz haus“ von „Holenperg“ erwähnt. Bis 1387 sind noch mehrere böhmische Pfleger auf der Burg nachweisbar. 
Während des Krieges des Böhmenkönigs Wenzel gegen den pfälzischen König Ruprecht wechselte die Burg mehrmals den Besitzer und scheint auch beschädigt worden zu sein. Die Burg fiel anscheinend König Ruprecht zu, denn nach seinem Tode 1410 kam sie bei einer Erbteilung in den Besitz seines Sohnes, Herzog Johann von Wittelsbach. 1465 gab es nach dem Abschluss eines Vertrages zwischen der Krone Böhmens und Herzog Otto wieder böhmische Lehensbriefe über die Burg Hollenberg. 
Hans von Rabenstein war der letzte Pfleger, der auf der Burg wohnte; vermutlich wurde sie im Bauernkrieg 1525 zerstört. Aus einer Amtsrechnung ist zu erfahren, dass die Burg Hollenberg 1570 nur noch eine Ruine war. Sie wurde nicht wiederaufgebaut.
Die Burgruine ist frei zugänglich, man erreicht sie leicht vom Weiler Hollenberg aus, indem man von dort den Wanderweg bergaufwärts nach Süden geht. Von der Burg hat man eine Aussicht nach Westen bis nach Gößweinstein mit seiner Burg. Unterhalb der Burg liegt die 97 m tiefe Zwergenhöhle.

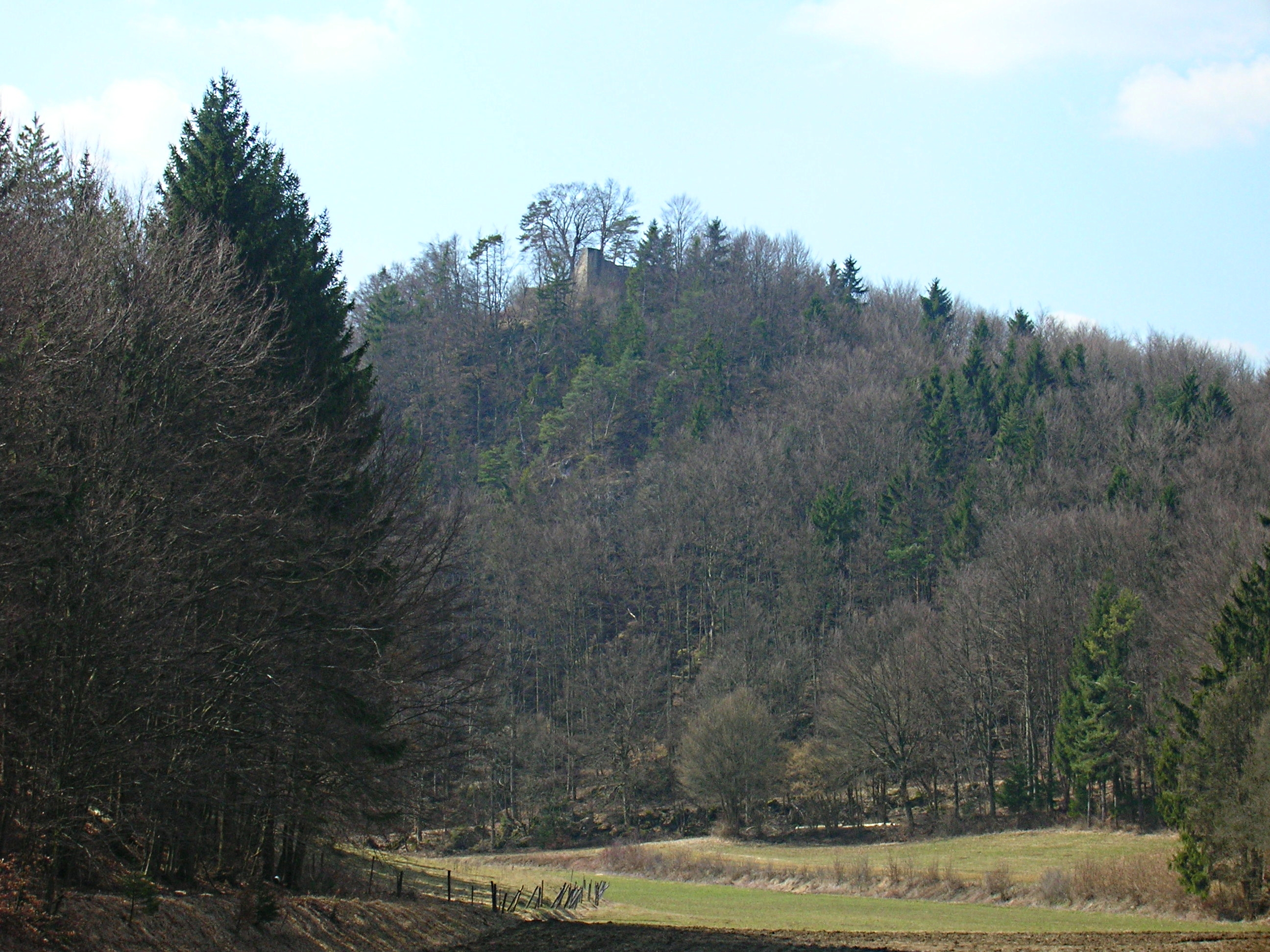
Ansicht der Burgruine Hollenberg aus östlicher Richtung
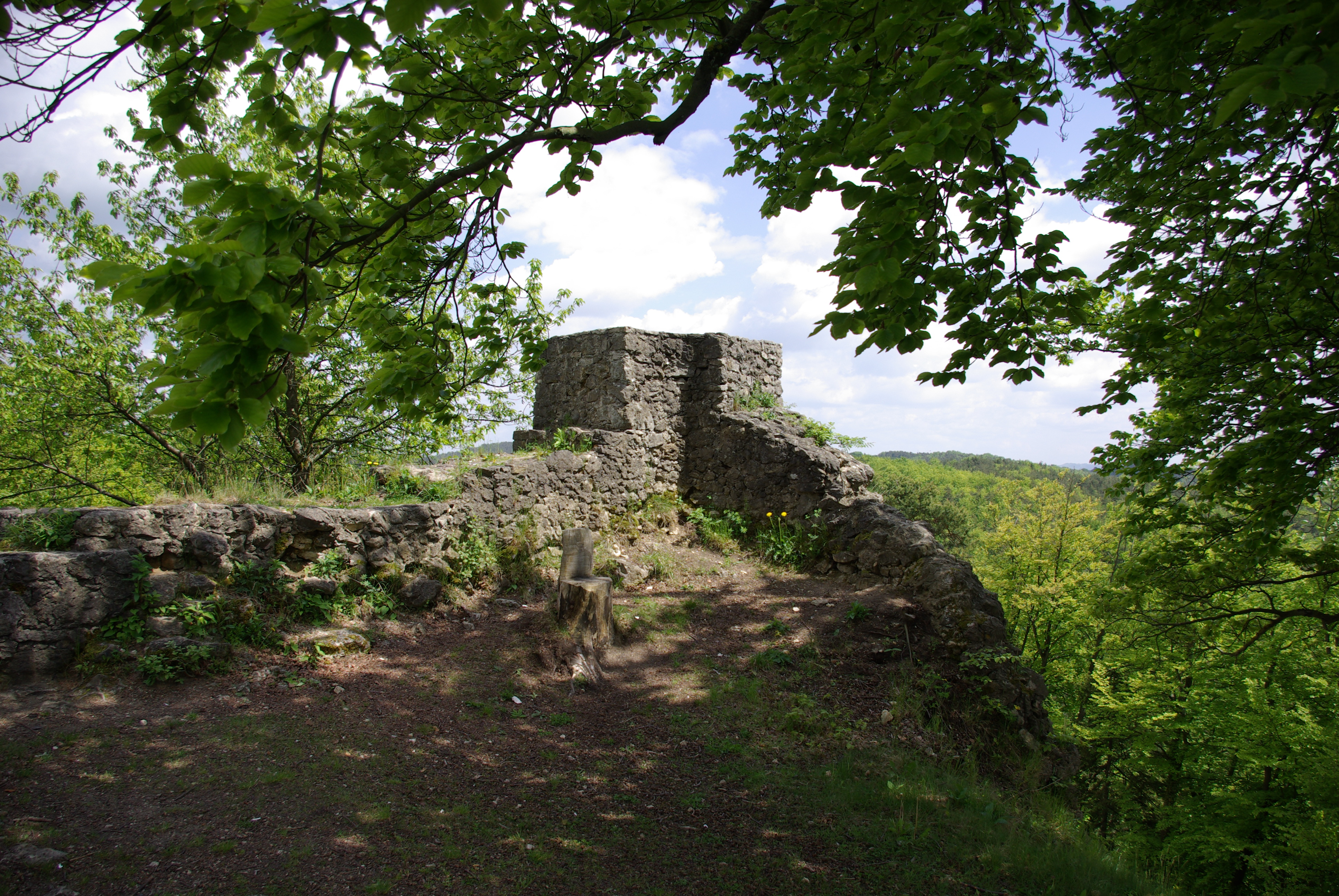
Mauerreste der Oberburg
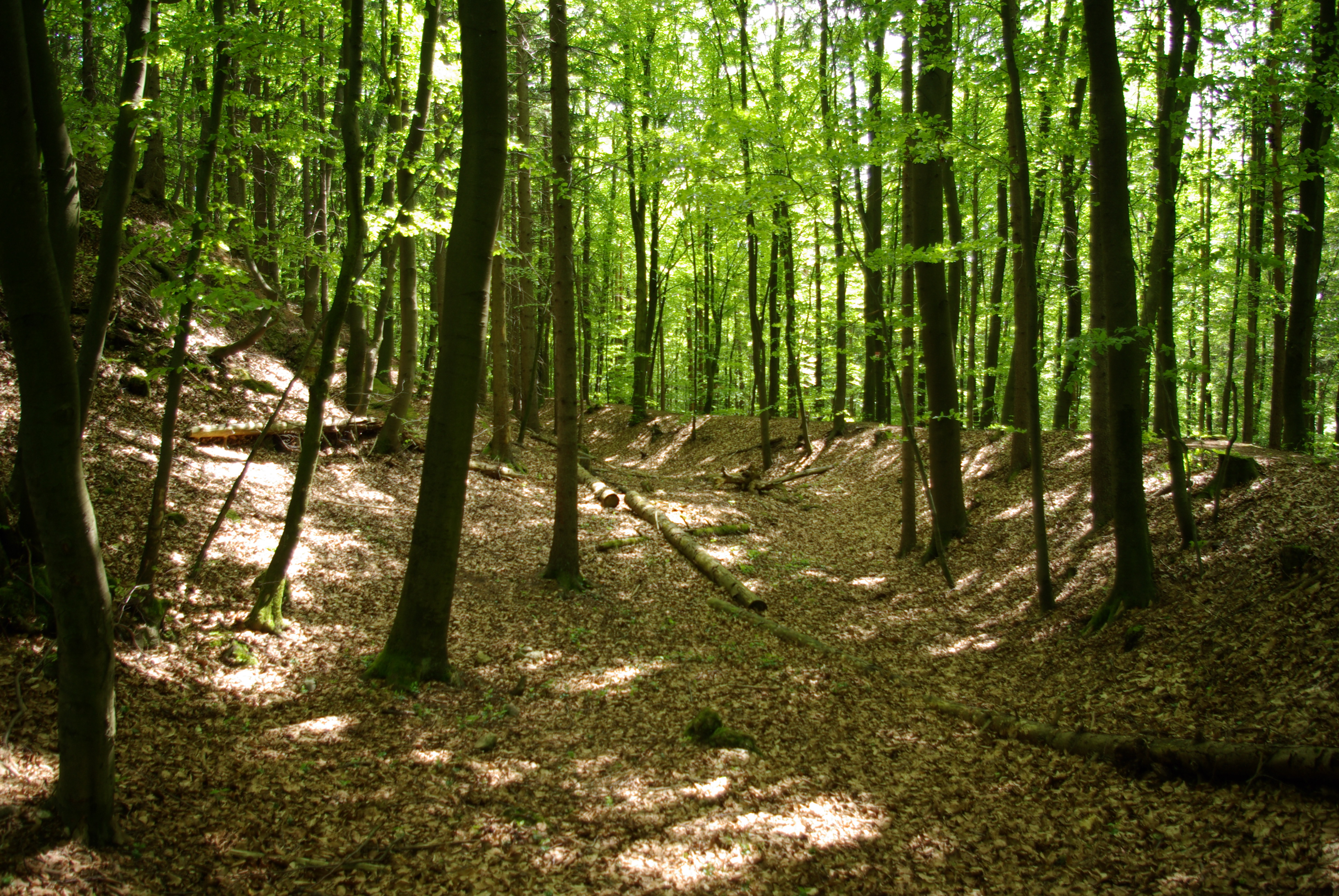
Reste des Burggrabens
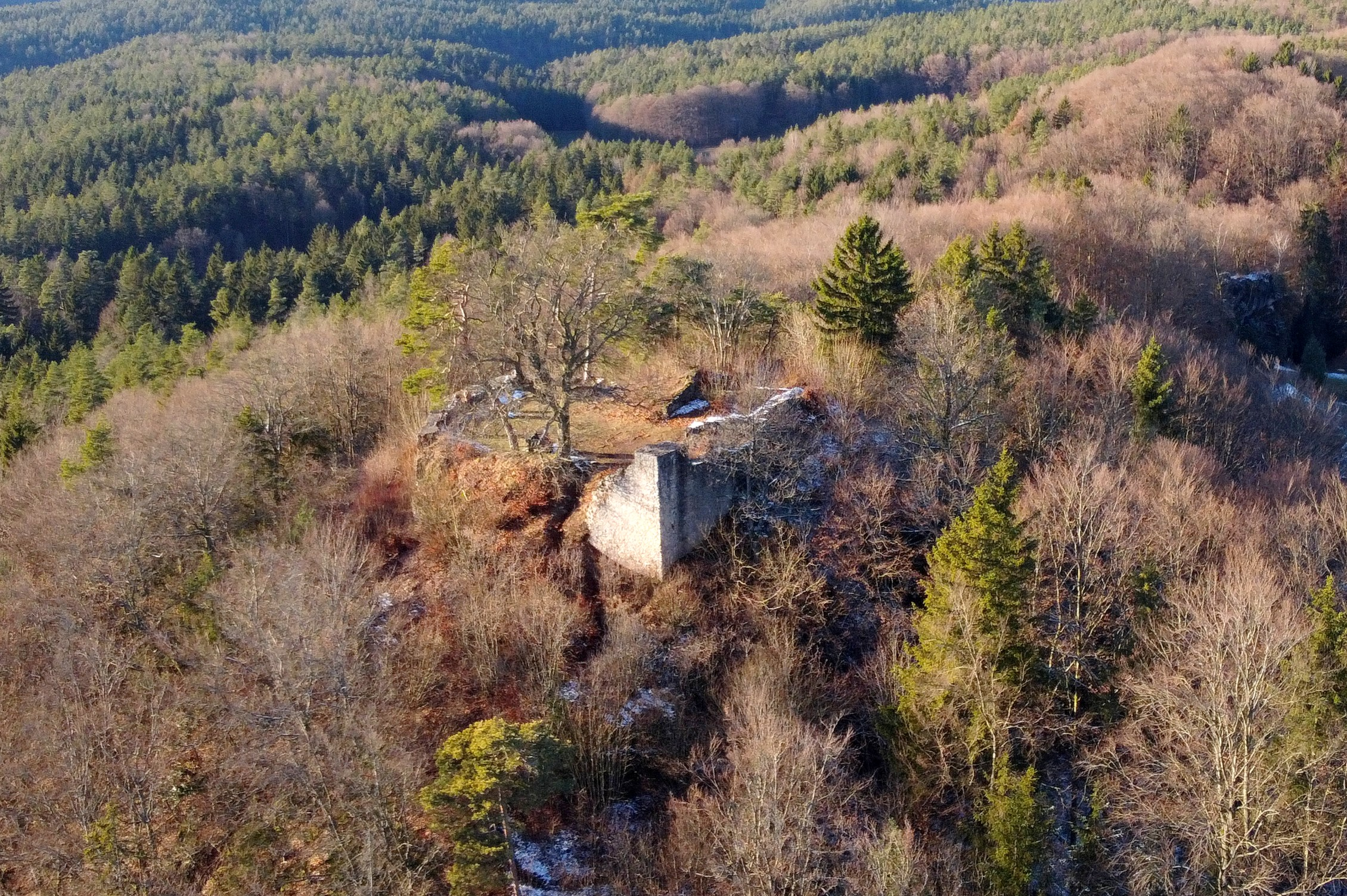
Luftbild der Burgruine aus östlicher Richtung
Panoramablick von der Burgruine Hollenberg nach Westen